# Сеніпах – Бадак – Бонтанг
Сеніпах – Бадак – Бонтанг – система газопроводів, споруджена на індонезійському острові Калімантан передусім для живлення заводу з зрідження природного газу Бонтанг ЗПГ.
Розпочата у 1970-х роках активна розвідка дозволила виявити цілий ряд гігантських газових та нафтогазових родовищ на сході Калімантану в районі дельти річки Махакам. При цьому першим ввели в дію родовище Бадак, ресурс з якого подали у 1976 році на зведений дещо північніше завод зі зрідження, для чого проклали газопровід довжиною 57 км. Він був виконаний в діаметрі 900 мм та розрахований на робочий тиск у 6,3 МПа. 
У 1983-му ділянку Бадак – Бонтанг підсилили другою ниткою з діаметром 1050 мм та робочим тиском 8,4 МПа, при цьому на вихідну точку подали додатковий ресурс за допомогою двох трубопроводів діаметром по 500 мм:
- Нілам – Бадак, який прямує від розташованого за півтора десятка кілометрів на південь від Бадаку гігантського газового родовища Нілам;
- Сеніпах – Бадак, який починався на терміналі Сеніпах, куди для підготовки надходила продукція з офшорного нафтогазового родовища Бекапай, а потім проходив через нафтогазове родовище Ханділ. При цьому ділянка Сеніпах – Ханділ мала довжину 25 км, а Ханділ – Бадак 58 км.
На початку 1990-х стартувала розробка гігантського газового родовища Туну, для якого первісно запустили Центральну установку підготовки, що знаходиться за 40 км від Бадаку. В 1994-му її пропускну здатність збільшили в кілька разів, при цьому проклали до Бадак лінію діаметром 800 мм, тоді як від Бадак до Бонтанг з’явилась третя нитка діаметром 900 мм. У 1998-му на Туну ввели в дію Північну установку підготовки, що розташована за 22 км від Бадак. 
Нарешті, в 1999-му почалась розробка гігантського офшорного газонафтового родовища Печіко, підготовку продукції якої організували у комплексі Сеніпах. При цьому від Сеніпах до Бонтанг проклали газопровід діаметром 1050 мм, який має довжину у 143 км, з яких 86 км припадає на ділянку Сеніпах – Бадак.
Таким чином, до кінця 20 століття сформувався потужний чотирьохнитковий коридор Бадак – Бонтанг, який мав пропускну здатність у 105 млн м3 на добу. В свою чергу до Бадак виходили дві нитки від Сеніпах, одна від Нілам та не менше двох від Туну.
У північній частині системи до ділянки Бадак – Бонтанг також подали ресурс з терміналу Сантан, куди надходить продукція офшорного нафтогазового родовища Аттака, та з розташованого на суходолі родовища Семберах. На початку 2000-х до Сантан також вивели газопровід від офшорного родовища Сено-Захід. 
У південній частині системи до ділянки Сеніпах – Бадак також подали продукцію наземного родовища Мутіара та ресурс, що надходить з офшору по трубопроводу Меракес – Джангкрік – Сеніпах. При цьому у комплексі Сеніпах організували підготовку ресурсу, отриманого по офшорним газопроводам Махакам-Південь – Сеніпах та Рубі – Сеніпах.
З плином часу окрім заводу зі зрідження ресурс природного газу в Бонтанзі також почали використовувати завод азотної хімії та завод метанолу компанії Kaltim Methanol.